# Vila Cova de Perrinho
Vila Cova de Perrinho ist eine Gemeinde (Freguesia) im portugiesischen Kreis Vale de Cambra. In ihr leben 412 Einwohner (Stand 30. Juni 2011).